# Draga Mašin

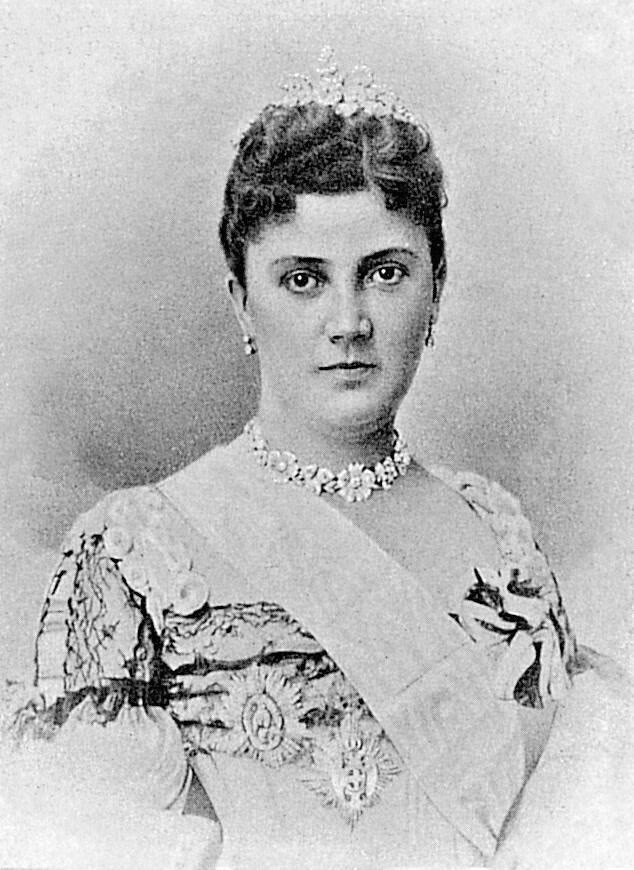
Draga Mašin

Draga Mašin (Servisch: Драга Машин) (Gornji Milanovac, 23 september 1864 – Belgrado, 11 juni 1903) was de vrouw van koning Alexander Obrenović van Servië.
Ze werd geboren als Draga Lunjević en huwde met Svetozar Mašin. Nadat haar man was overleden kwam ze aan het hof in Belgrado terecht als hofdame van koningin Nathalia. Later werd ze de maîtresse van de jonge koning Alexander. Op 5 augustus 1900 huwde het paar in Belgrado, ondanks protest van zijn ouders en het Servische volk.
Op 11 juni 1903 werd het koninklijk paar tijdens een staatsgreep onder leiding van Dragutin Dimitrijević vermoord door een groep officieren, waaronder Aleksandar Mašin, de broer van Draga’s eerste man. Hun verminkte lichamen werden vanuit een raam van het koninklijk paleis in de tuin gegooid.